# Thalassodromidae
Thalassodromidae (nombre que significa "recorredores del mar") es una familia de pterosaurios pterodactiloides de principios del período Cretácico de Brasil. Contiene dos géneros, Thalassodromeus y Tupuxuara.

## Clasificación
La clasificación de los talasodrómidos es controvertida. Algunos estudios, incluyendo uno hecho por Lü y colaboradores en 2008, han hallado que los talasodrómidos están más cercanos a los azdárquidos que a los tapejáridos, y los han colocado en su propia familia (la cual ha sido a veces denominada como Tupuxuaridae, aunque la subfamilia Thalassodrominae fue nombrada antes). Alternativamente, ellos se han considerado una subfamilia (Thalassodrominae) dentro de Tapejaridae.
Abajo se presentan dos cladogramas alternativos, resultando de estudios de las relaciones de los azdarcoides. El primero, presentado por Felipe Pinheiro y colaboradores en 2011, halló que los talasodrómidos como un subgrupo dentro de Tapejaridae. El segundo, presentado por Lu y colaboradores en 2008, los consideró como cercanos a los Azhdarchidae.
|  | Thalassodrominae                                                  |
|  |                                                                   |
|  | \| \| Chaoyangopterinae \| \| \| \| \| \| Tapejarinae \| \| \| \| |
|  |                                                                   |
|  | Chaoyangopterinae                                                 |
|  |                                                                   |
|  | Tapejarinae                                                       |
|  |                                                                   |

|  | Chaoyangopterinae |
|  |                   |
|  | Tapejarinae       |
|  |                   |

|  | Thalassodrominae                                                  |
|  |                                                                   |
|  | \| \| Chaoyangopterinae \| \| \| \| \| \| Tapejarinae \| \| \| \| |
|  |                                                                   |
|  | Chaoyangopterinae                                                 |
|  |                                                                   |
|  | Tapejarinae                                                       |
|  |                                                                   |

|  | Chaoyangopterinae |
|  |                   |
|  | Tapejarinae       |
|  |                   |

|  | Thalassodromidae                                                   |
|  |                                                                    |
|  | \| \| Chaoyangopteridae \| \| \| \| \| \| Azhdarchidae \| \| \| \| |
|  |                                                                    |
|  | Chaoyangopteridae                                                  |
|  |                                                                    |
|  | Azhdarchidae                                                       |
|  |                                                                    |

|  | Chaoyangopteridae |
|  |                   |
|  | Azhdarchidae      |
|  |                   |

|  | Thalassodromidae                                                   |
|  |                                                                    |
|  | \| \| Chaoyangopteridae \| \| \| \| \| \| Azhdarchidae \| \| \| \| |
|  |                                                                    |
|  | Chaoyangopteridae                                                  |
|  |                                                                    |
|  | Azhdarchidae                                                       |
|  |                                                                    |

|  | Chaoyangopteridae |
|  |                   |
|  | Azhdarchidae      |
|  |                   |